# Estádio Internacional Xeque Khalifa
O Estádio Internacional Xeque Khalifa (em árabe: ستاد الشيخ خليفة الدولي) é um estádio multiúso situado em Al Ain, nos Emirados Árabes.  
Com capacidade para 12 mil espectadores, é normalmente usado para jogos de futebol, e é um dos locais onde o Al Ain FC manda seus jogos.